# Barranc de les Comes (Sapeira)
El Barranc de les Comes és un dels barrancs de l'antic terme de Sapeira, de l'Alta Ribagorça, actualment inclòs en el terme municipal de Tremp, al Pallars Jussà. És un barranc afluent del barranc d'Esplugafreda, el qual a partir de l'afluència del de les Comes passa a anomenar-se barranc d'Orrit.
Es forma en el Pla de les Comes, de la muntanya de Sant Cosme, i baixa cap al nord-nord-oest, fent ziga-zagues en el tram final. Es fon amb el barranc d'Esplugafreda per tal de formar, entre tots dos, el barranc d'Orrit.